# ATP San Diego
Das ATP-Turnier von San Diego (offiziell San Diego Open) war ein Herren-Tennisturnier, das in San Diego, im Bundesstaat Kalifornien, ausgetragen wurde. Es wurde im Freien auf Hartplatz gespielt.

## Geschichte
Infolge der COVID-19-Pandemie mussten viele Turniere im ATP-Kalender 2021 abgesagt werden. Daraufhin wurde unter anderem dieses Turnier neu in den Turnierbetrieb aufgenommen. Nach zwei Ausgaben wurde es wieder eingestellt, nachdem wieder Turniere in China ausgespielt wurden.
Innerhalb der ATP Tour gehörte das Turnier zur Kategorie ATP Tour 250 mit 28 Spielern im Einzel sowie 16 Paarungen im Doppel, wobei die vier am höchsten notierten Spieler im Einzel ein Freilos in der ersten Runde erhielten.
2025 wurde das Turnier als Teil der ATP Challenger Tour unter demselben Namen wieder ausgetragen.

## Siegerliste

### Einzel
| Jahr | Sieger            | Finalgegner    | Finalergebnis |
| ---- | ----------------- | -------------- | ------------- |
| 2022 | Brandon Nakashima | Marcos Giron   | 6:4, 6:4      |
| 2021 | Casper Ruud       | Cameron Norrie | 6:0, 6:2      |

### Doppel
| Jahr | Sieger                            | Finalgegner               | Finalergebnis     |
| ---- | --------------------------------- | ------------------------- | ----------------- |
| 2022 | Nathaniel Lammons Jackson Withrow | Jason Kubler Luke Saville | 7:65, 6:2         |
| 2021 | Joe Salisbury Neal Skupski        | John Peers Filip Polášek  | 7:62, 3:6, [10:5] |